# Ramsberg am Brombachsee

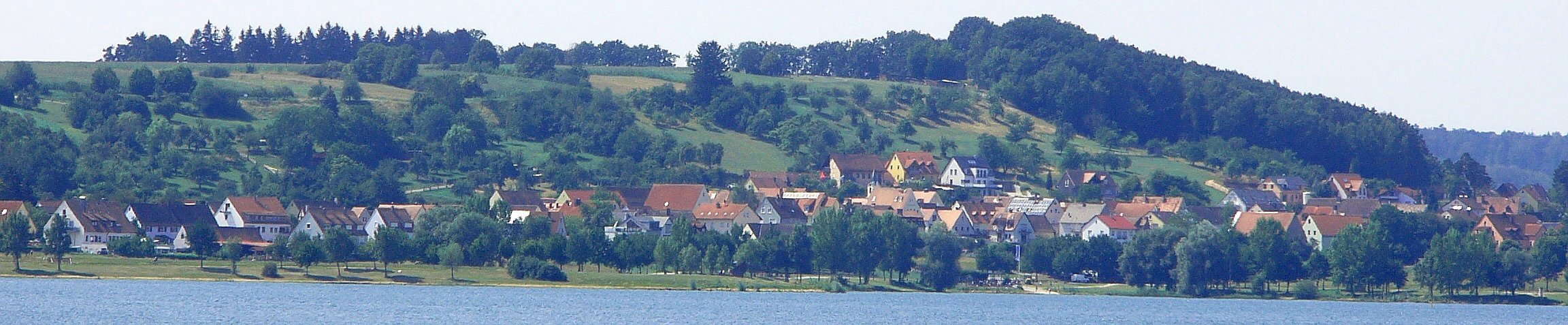
Blick über den Brombachsee – Ramsberg

Ramsberg am Brombachsee ist ein Gemeindeteil des Marktes Pleinfeld im mittelfränkischen Landkreis Weißenburg-Gunzenhausen in Bayern. Die Gemarkung Ramsberg hat eine Fläche von 8,029 km². Sie ist in 1415 Flurstücke aufgeteilt, die eine durchschnittliche Flurstücksfläche von 5674,41 m² haben. In ihr liegen neben dem namensgebenden Ort die Gemeindeteile Regelsberg und Veitserlbach.

## Geografie
Das Kirchdorf liegt am Südufer des Großen Brombachsees im Fränkischen Seenland. Es ist ansonsten von Wäldern umgeben, der Buxbach verläuft am südlichen Ortsrand. Im Norden grenzt direkt der Brombachsee an. Der Ramsberger Hausberg ist der Weinberg. Im Osten liegt die Schwarzleite, im Westen der Weißenberg.

## Geschichte

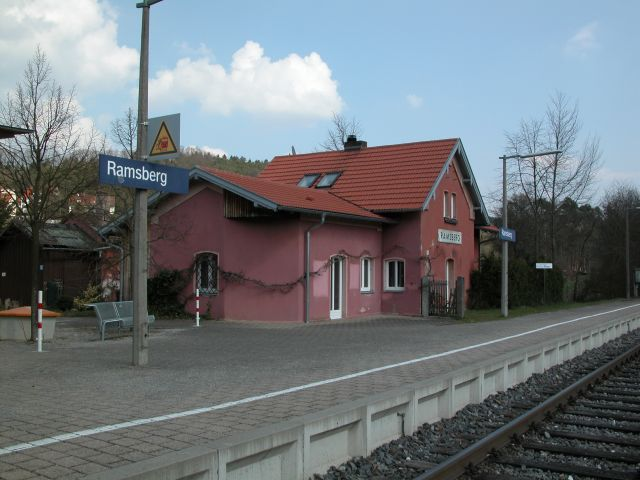
Haltepunkt und ehemaliger Bahnhof Ramsberg

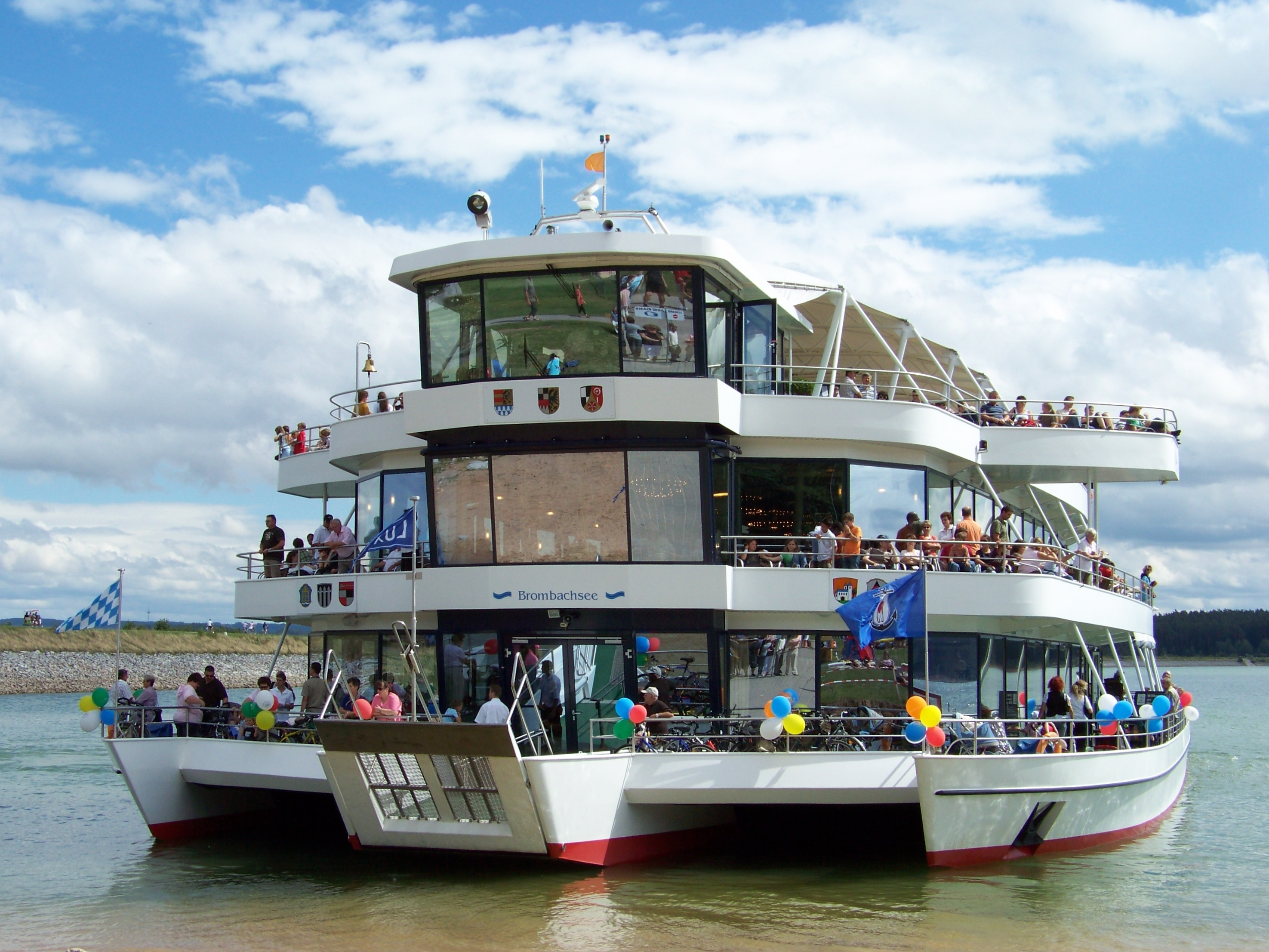
Die MS Brombachsee, Europas größter Passagier-Trimaran am Großen Brombachsee

Ramsberg erschien zum ersten Mal als „Ramspach“ in einem Eintrag des ältesten Eichstätter Lehenbuches aus dem Jahre 1294. In den Urkunden sind noch andere Namensformen zu finden, wie etwa „Rammesperge“ und Ähnliches. Der Name könnte aber auch abgeleitet sein von „Raban“, was so viel bedeutet wie Rabe. Aus diesem Grund wurde auch der „Rabenbrunnen“ gebaut.
Bis zum Ende des 13. Jahrhunderts gehörte der Grund in Ramsberg den Regensburger Bischöfen. Von diesen ging er an die bischöfliche Kirche von Eichstätt über. Weitere Lehensträger waren die benachbarten Ritter von Absberg (1240 bis 1647) – auch die Nürnberger Burggrafen erscheinen als Lehensträger (1404).
Im Dreißigjährigen Krieg (1618–1648) brannte das Dorf mit Kirche fast komplett ab, lediglich sieben Häuser blieben verschont. 1658 war der Deutsche Orden Besitzer des Dorfes geworden, das nun zur Ballei Franken gehörte. 1667 lebten in Ramsberg 14 „Untertanen“, die dem Deutschen Orden unterstanden.
Im Jahre 1818 hatte Ramsberg 267 Einwohner; 1824 waren es 388. Mit dem Gemeindeedikt wurde Ramsberg im frühen 19. Jahrhundert zur Ruralgemeinde mit den Orten Birkenmühle, Langweidmühle und Öfeleinsmühle.
In den beiden Weltkriegen sind 47 Ramsberger gefallen. 1969 wurde für sie ein Mahnmal am Waldfriedhof errichtet. Nach dem Zweiten Weltkrieg, insbesondere in den 1960er und 1970er Jahren, wurden zahlreiche Infrastrukturmaßnahmen durchgeführt (Straßen, Wasserversorgung, Friedhof). Mit Beschluss vom 7. April 1976 und Wirkung vom 1. Mai 1978 verordnete die Regierung von Mittelfranken im Zuge der Gemeindegebietsreform die Auflösung der Gemeinde Ramsberg und die Eingliederung in den Markt Pleinfeld.
Durch die Fertigstellung des Fränkischen Seenlandes in den 1990er Jahren vollzog sich der Wandel vom Bauerndorf zum Tourismusort. Höhepunkt war im Jahr 2000 die offizielle Einweihung des Brombachsees durch den damaligen Ministerpräsidenten Edmund Stoiber.

## Kultur und Sehenswürdigkeiten

### Sehenswürdigkeiten

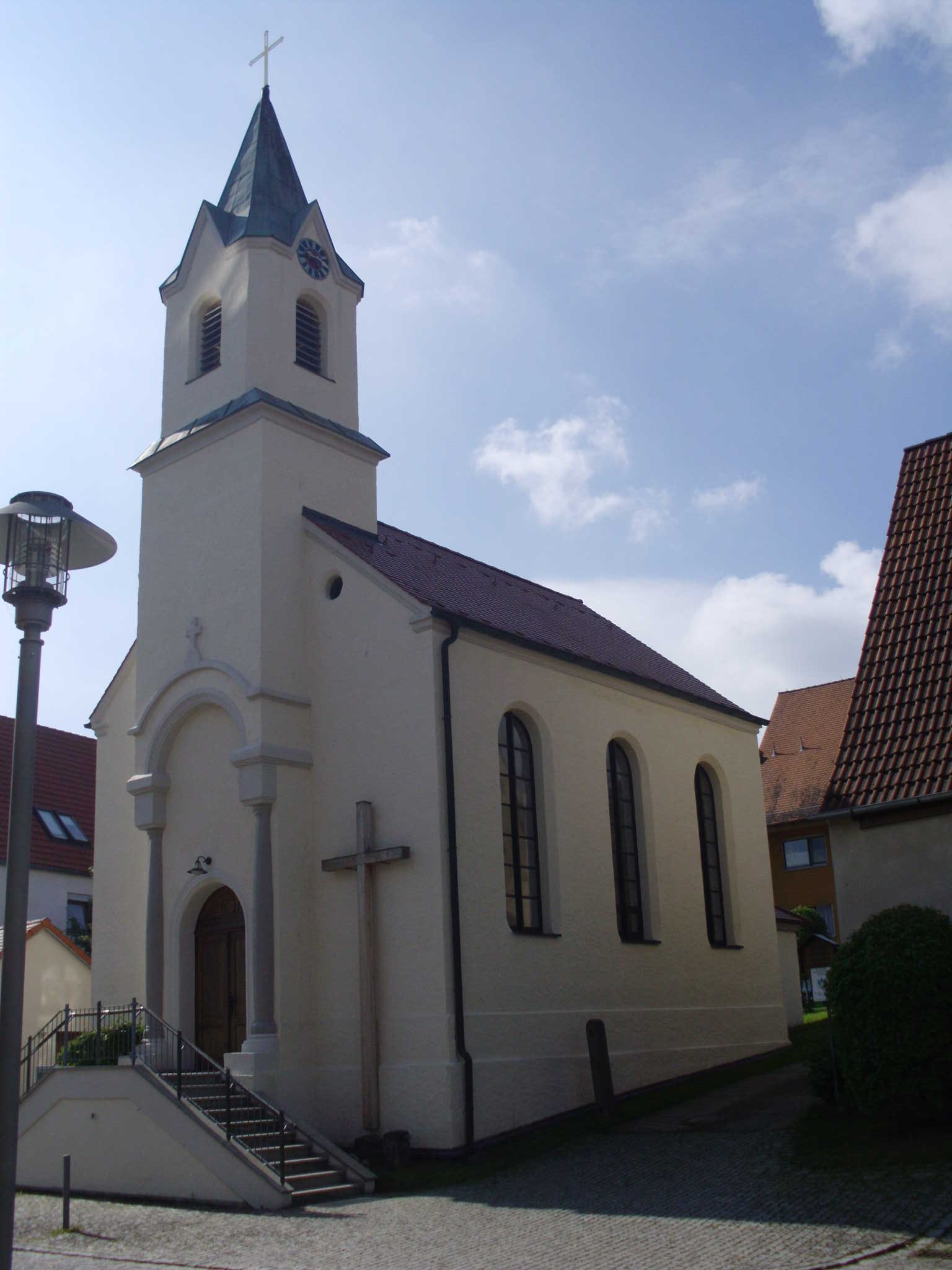
St. Josef

- Filialkirche St. Josef mit einem Altar aus dem Spätrokoko von 1766
- Jakobuskapelle am Bergplateau
- Verschiedene Dorfbrunnen (Goaßbrunnen, Rabenbrunnen, Bürgermeister-Seitz-Brunnen). Die Figuren des Goaßbrunnens wurden modelliert von Brigitte Ranftl aus Ornbau. Sie stellen eine Episode vom Beginn des 20. Jahrhunderts dar, als eine Ziege zum Markt geführt werden sollte und sich vehement sträubte.[6]
- MS Brombachsee, größter Fahrgasttrimaran in Europa. In Ramsberg befindet sich mit dem Segelhafen Ramsberg zudem der größte deutsche Binnensegelhafen mit etwa 600 Bootsliegeplätzen.[7]

### Brauchtum
Zum Brauchtum des Dorfes gehört das Maibaumaufstellen durch die Dorfjugend sowie das sogenannte Vitusfeuer (auch Scheitla-Raus) Mitte Juni. Dabei versammelt sich die Dorfjugend am Dorfanger und zieht singend durch die Ortschaft, um Holz zu sammeln. Dazu wird symbolisch mit Birkenästen gegen die Hauswände geschlagen, und es werden Sprüche aufgesagt. Mit dem gesammelten Holz wird am Bergplateau ein Scheiterhaufen geschichtet und bei Einbruch der Dunkelheit angezündet.

### Vereine
- Freiwillige Feuerwehr Ramsberg
- TSV Ramsberg
- Geselligkeitsverein „Die Gemütlichen“
- Heimatverein
- Schützenverein

## Wirtschaft und Infrastruktur

### Kommunale Einrichtungen
Zu den kommunalen Einrichtungen des Ortes zählen:
- Waldfriedhof mit Mahnmal
- Feuerwehrhaus mit Schulungsraum
- Dorfgemeinschaftshaus mit Saal (ehemaliges Schulhaus). Im Gebäude ist ferner das Tourismusbüro und der Zweckverband Brombachsee untergebracht.

### Verkehr
Eine Gemeindeverbindungsstraße führt von der südlich verlaufenden Staatsstraße 2222 in die Ortschaft. Über die Staatsstraße sind die Bundesstraßen B 2, B 13 und B 466 zu erreichen.
Im Bahnverkehr besteht ein Haltepunkt an der Seenlandbahn, der Bahnstrecke Gunzenhausen–Pleinfeld.
In den Sommermonaten besteht eine Schiffsverbindung durch die MS Brombachsee mit den Anlegestellen Pleinfeld, Allmannsdorf, Absberg und Enderndorf verbunden. Vor der Flutung des Großen Brombachsees führte die von der St 2222 abgehende Straße nach Durchquerung des Ortes an mehreren abgegangenen Mühlen vorbei nach Enderndorf.

## Statistiken
- Bodenrichtwerte 2006: Wohnbauflächen 170 €/m², gemischte Bauflächen 165 €/m²[9]